# Przydrożna kapliczka domkowa w Błażejowie
Przydrożna kapliczka domkowa w Błażejowie – rzymskokatolicka kapliczka parafii Świętej Rodziny w Chełmsku Śląskim, znajdująca się w Błażejowie w diecezji legnickiej.
Kapliczka domkowa z XIX/XX w. - prostokątna, nakryta dwuspadowym dachem; okna i portal wejściowy ostrołukowe.